# Caribbean Initiative

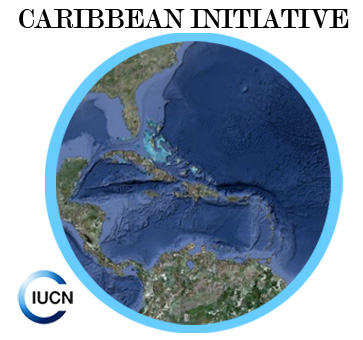

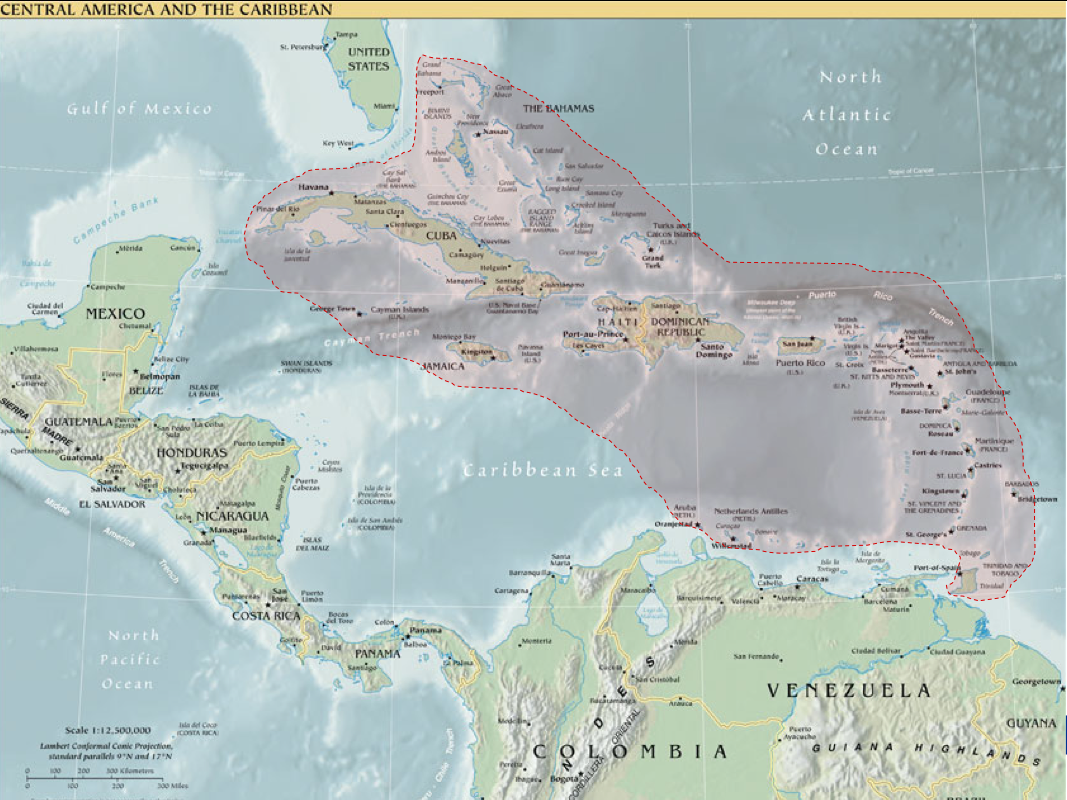

Caribbean Initiative (deutsch Karibische Initiative) ist eine Initiative der IUCN (International Union for the Conservation of Nature). Sie konzentriert sich auf die Inseln der Karibik, die als ökologisch zusammenhängender Bereich vor der Herausforderung stehen, eine nachhaltige Entwicklung ihrer Ressourcen mit dem Schutz der  Umwelt in Einklang zu bringen.

## Ursprung
Die IUCN hält alle vier Jahre ihre Hauptversammlung beim World Conservation Congress ab, wo ein globales Vier-Jahres-Programm für Umweltschutz und Nachhaltige Entwicklung diskutiert und verabschiedet wird. 2004 forderten Mitglieder der Union vom Sekretariat, die Präsenz der IUCN in der Region Karibik zu verstärken. Daraufhin wurde die Caribbean Initiative formuliert.
Hintergrund waren umfangreiche Konsultationen und eine Evaluation grundlegender Themen, Bedürfnisse und Möglichkeiten im Umfeld der Karibik, auch im Zusammenspiel der Mitglieder und Partnerorganisationen. Die Entwicklung des Programms wurde mit Unterstützung des französischen Ministère de l'Écologie et du Développement durable und des italienischen Ministero degli Affari Esteri e della Cooperazione Internazionale in Angriff genommen.
Von 2009 bis 2012 wurde die Strategie für die Initiative entwickelt, nachdem die Mitglieder und Experten der IUCN im Oktober 2008 beim World Conservation Congress in Barcelona, Spanien, das Programm verabschiedet hatten. Mit diesem Datum wurde die Initiative auch offiziell institutionalisiert.
Die Initiative bietet sozial und politisch engagierten Funktionären die Möglichkeit an einem einheitlichen Programm auf den verschiedensten Ebenen von lokal bis global teilzunehmen und in vereinten und auf Teilhabe basierenden Aktionen Unterstützung zu bekommen.

## Hauptsitz
Für die Anfangszeit wurde die Initiative als IUCN Caribbean unter der Verantwortung des Regional Office for Mesoamerica in Costa Rica gestellt.
Coordinatorin der Caribbean Initiative ist derzeit Ms Deirdre P. Shurland von Trinidad und Tobago.

## Mitglieder
Bahamas:

Bahamas National Trust

Kuba:

Ministerio de Ciencia, Tecnología y Medio Ambiente (CITMA)

Fundación Antonio Núñez Jiménez de la Naturaleza y el Hombre

Sociedad Cubana para la Protección del Medio Ambiente

Dominikanische Republik:

Secretaría de Estado de Medio Ambiente y Recursos Naturales

Centro para la Conservación y Ecodesarrollo de la Bahía de Samana y su Entorno (CEBSE)

Consorcio Ambiental Dominicano (CAD)

Fundación para el Mejoramiento Humano-PROGRESSIO

Grupo Jaragua

Haïti

Fondation pour la Protection de la Biodiversité Marine (FoProBiM)

Jamaika

National Environment and Planning Agency (NEPA)

Environmental Foundation of Jamaica (EFJ)

Jamaica Conservation and Development Trust (JCDT)

Negril Area Environmental Protection Trust (NEPT)

Negril Chamber of Commerce (NCC)

Niederländische Antillen:

National Parks Foundation of the Netherlands Antilles (STINAPA)

St. Kitts und Nevis:

Nevis Department of Physical Planning, Natural Resources and Environment

St. Lucia:

Saint Lucia National Trust

Trinidad und Tobago

Caribbean Natural Resources Institute (CANARI)

The Trust for Sustainable Livelihoods (SUSTRUST)